# Iglesia de San Lorenzo Mártir (Maruri)
La iglesia de San Lorenzo Mártir es un edificio situado en el municipio español de Maruri, en la provincia de Vizcaya.

## Descripción
El edificio se encuentra en el municipio español de Maruri, perteneciente a la provincia de Vizcaya, en la comunidad autónoma del País Vasco. Se menciona como iglesia parroquial del lugar en el undécimo volumen del Diccionario geográfico-estadístico-histórico de España y sus posesiones de Ultramar de Pascual Madoz, donde aparece descrita con las siguientes palabras: «igl. parr. (San Lorenzo) servida por 2 beneficiados, de patronato particular y un sacristan». En el tomo de la Geografía general del País Vasco-Navarro dedicado a Vizcaya y escrito por Carmelo de Echegaray, se dice lo siguiente: «La iglesia parroquial, dedicada á San Lorenzo, tiene torre edificada en 1738 y buenos atrios a su zaguera y lado meridional, donde existen dos antiguos sepulcros de piedra con su cubierta, en uno de los que se distingue una inscripción que no ha podido leerse».